# Жіночий допоміжний територіальний корпус
Жіночий допоміжний територіальний корпус (англ.  Auxiliary Territorial Service — ATS) — жіночий підрозділ у британській армії під час Другої світової війни. Він був створений 9 вересня 1938 року і спочатку комплектування йшло на добровільній основі. ATS проіснував до 1 лютого 1949 року, коли він був об'єднаним з Жіночим королівським армійським корпусом. Коріння ATS знаходяться у WAAC (Women's Auxiliary Army Corps — Жіночий допоміжний армійський корпус) — підрозділ, який був створений у 1917 році під час Першої світової війни і також комплектувався доброволицями. Військовослужбовиці WAAC служили як секретарки, кухарки, офіціантки і телефоністки. Корпус був розпущений через чотири роки, в 1921 році.
Незадовго до Другої світової війни британський уряд вирішив створити новий корпус для військовослужбовиць, а також скликати громадську раду з цього питання, в яку увійшли члени Територіальної армії, Жіночого транспортного корпусу і Жіночого Легіону. Рада ухвалила рішення, що новий допоміжний корпус буде частиною Територіальної армії і що заробітна плата жінок в ньому буде складати 2/3 від заробітної плати чоловіків-солдатів цієї армії.

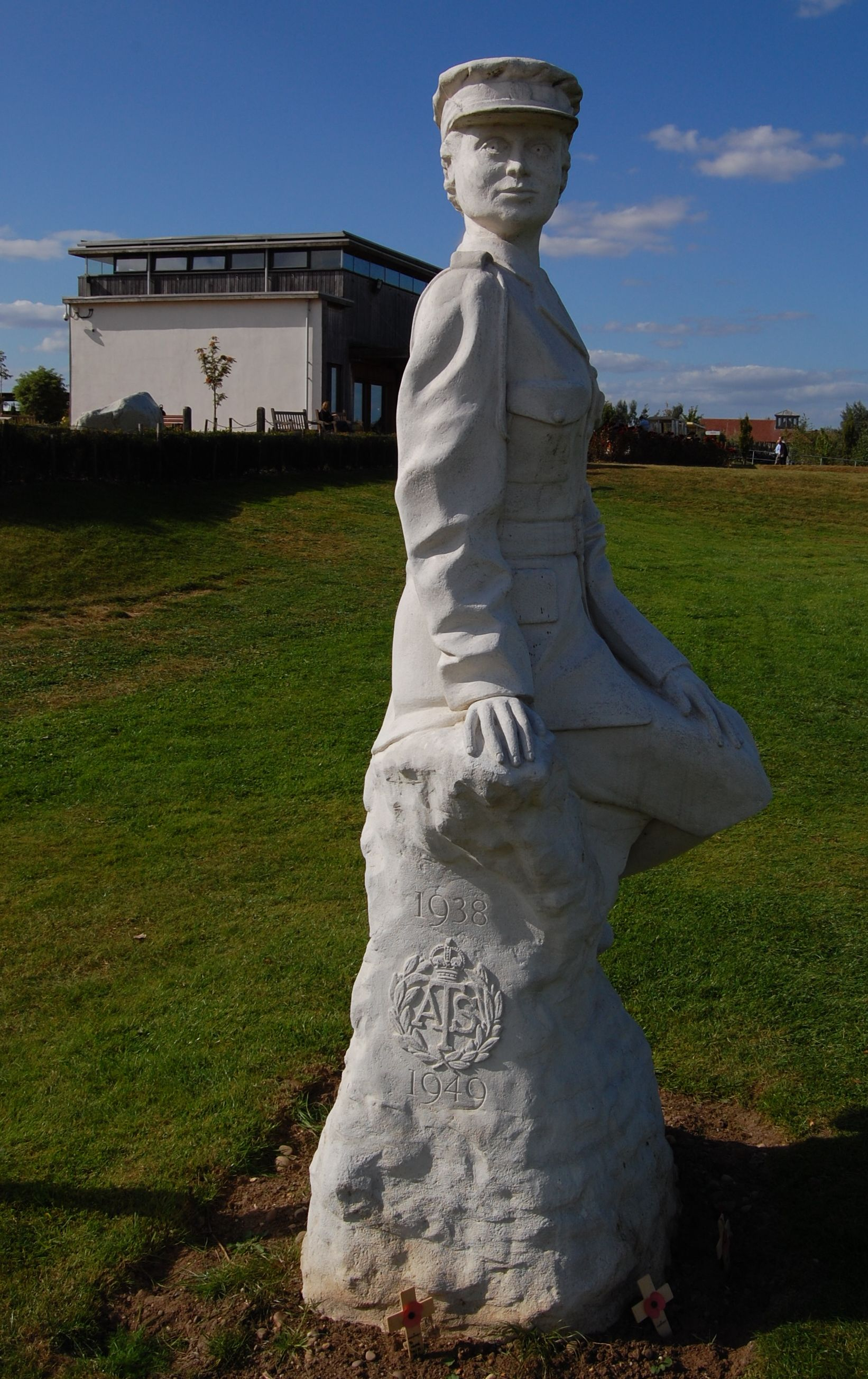
Меморіал АТС в Національному меморіальному дендрарії

## АТС в дії

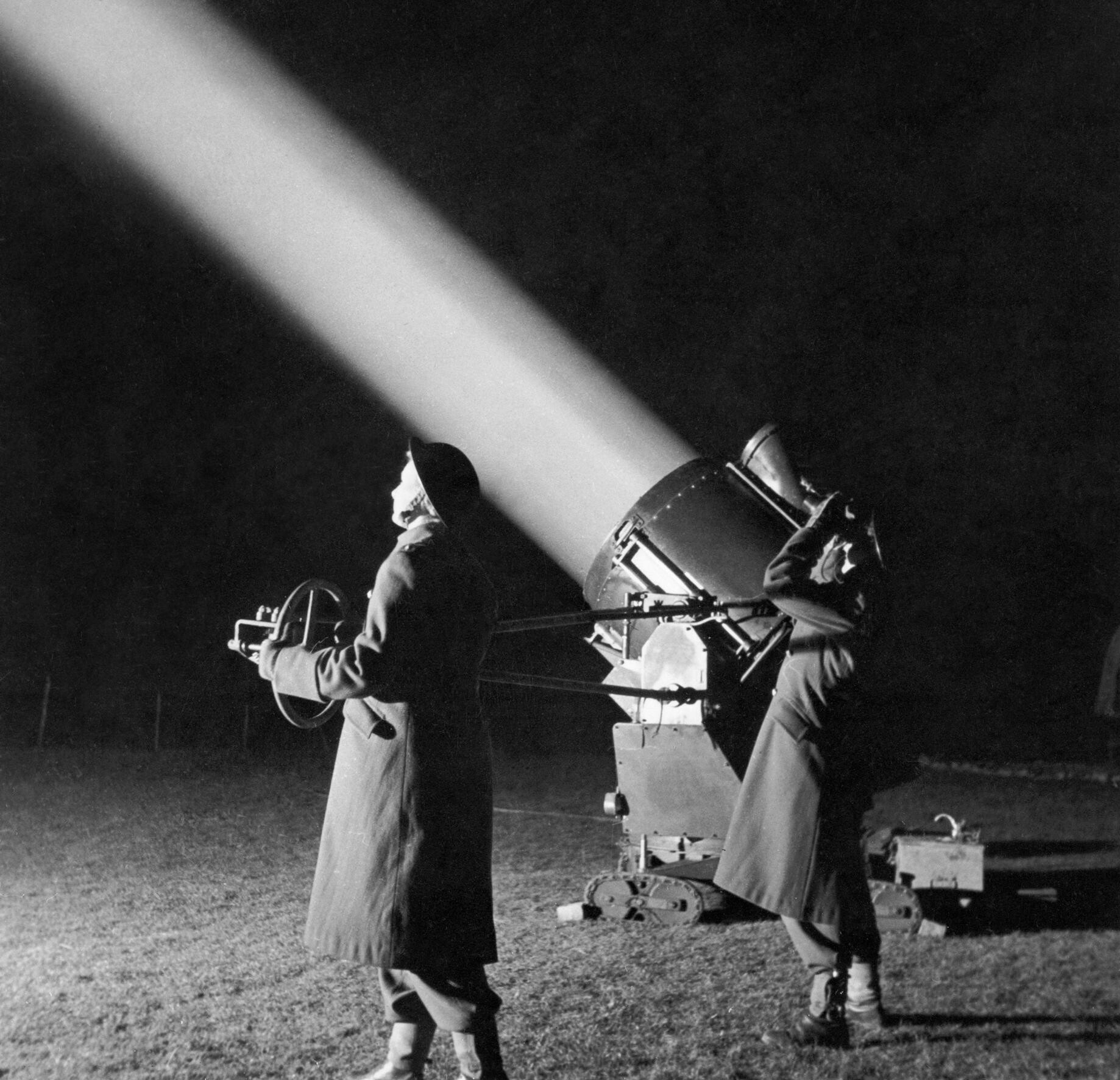
Військовослужбовиці корпусу з прожектором

Перші новобранки в ATS служили як кухарки, секретарки, телефоністки і комірниці. З початком війни 300 солдаток були спрямовані у Францію. У 1940 році під час наступу Вермахту, в ході Французької кампанії британський експедиційний корпус був відкинутий до Ла-Маншу, що призвело до його швидкої евакуації через порт Дюнкерк. Деякі телефоністки ATS були одними з останніх британських солдатів, які покинули порт, що піддавався бомбардуванням.
У зв'язку з тим, що у війні було залучено все більше чоловіків, було вирішено збільшити склад ATS, і у вересні 1941 року в лавах корпусу налічувалося вже 65000 солдаток. У корпус могли добровільно вступати жінки у віці від 17 до 43 років, при цьому правила прийому були більш гнучкими стосовно ветеранок WAAC, яким було дозволено приєднатися до корпусу, якщо їх вік був до 50 років. Обов'язки солдаток були розширені і включали роботу санітарок, водійок, поштових службовиць та інспекторок боєприпасів.
9 травня 1941 структура рангів ATS була реорганізована, і у липні 1941 року жінки-солдатки були визнані справжніми військовослужбовицями і більше не вважалися волонтерками.
Протягом шестирічного періоду війни близько 500 службовиць ATS були навчені працювати з кінетеодолітом. Одним із застосувань цієї спеціалізованої камери була корекція пострілів зенітної артилерії.

## Закон про національну службу

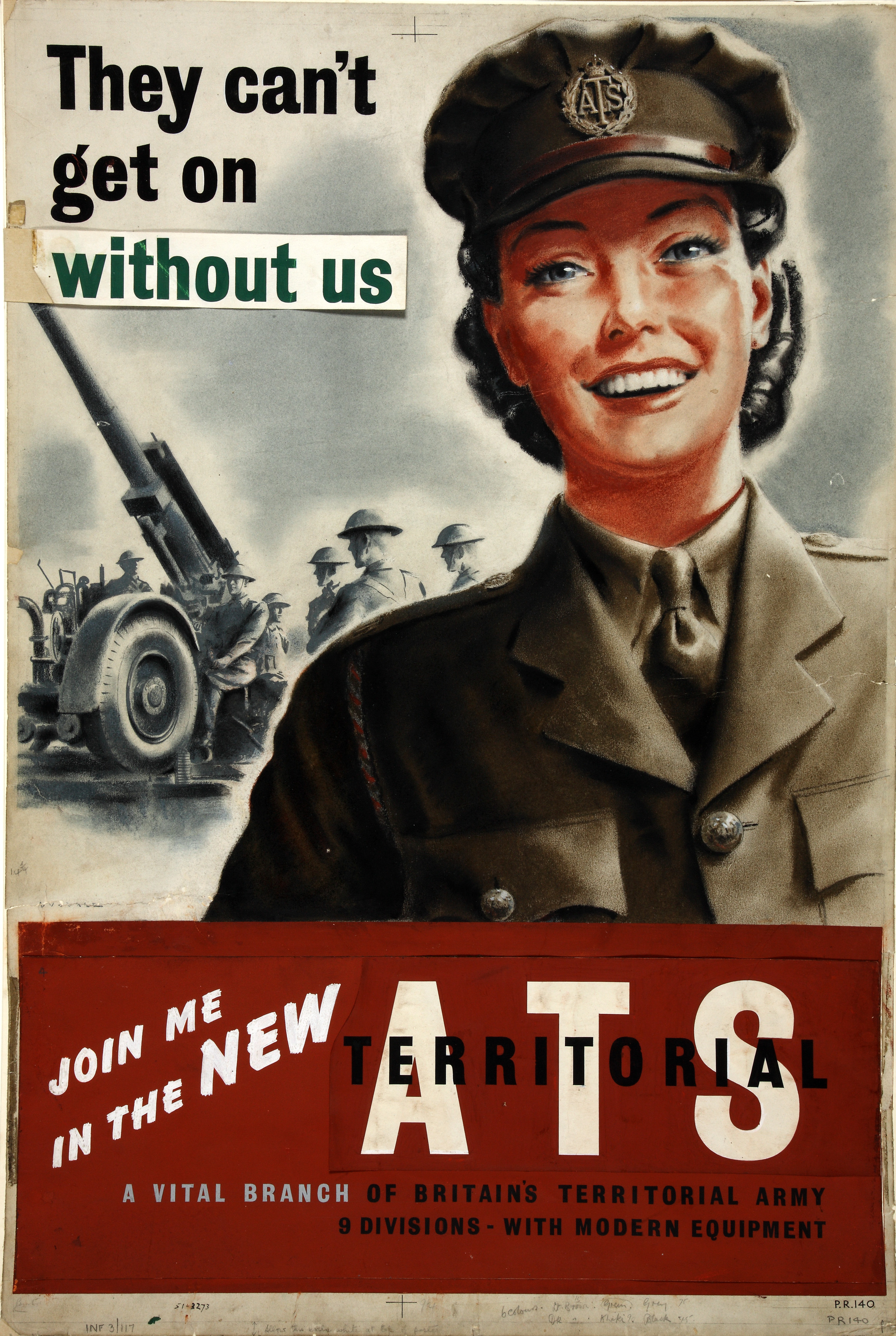
Плакат набору АТС, з гарматою АА на задньому плані

У грудні 1941 року британський парламент прийняв Закон про національну службу, який наказував всім неодруженим жінкам у віці від 20 до 30 років приєднатися до одного з допоміжних корпусів. Крім ATS, жінки могли вступити в Жіночий королівський морський корпус (WRNS), Жіночий допоміжний військово-повітряний корпус (WAAF) і Жіночий транспортний корпус. Інші варіанти включали «Жіночий добровольчий корпус» (WVS), залучений у гасінні пожеж від бомбардувань, або «Жіночу земельну армію», яка була залучена допомоги сільському господарству. Призов пізніше поширився і на одружених жінок, хоча жінки, які були вагітні або мали маленьких дітей, як і раніше, були від нього звільнені.
Жінки, які не могли служити в армії за своїми моральними переконаннями, не призивалися. Близько третини зареєстрованих відмовників під час Другої світової війни у Великій Британії та її колоніях становили жінки. Деякі з них не були визнані «в'язнями совісті», і були засуджені та ув'язнені. Незважаючи на це, станом на 1943 рік приблизно 9 з 10 жінок у зазначеному віці у Великій Британії брали участь у військових діях.
Жінки не мусили брати участь безпосередньо в бойових діях, але через відсутність належної кількості чоловіків жінки з ATS нерідко брали участь у багатьох допоміжних бойових завданнях, таких як робота на радіолокаційних станціях, у складі екіпажів зенітної артилерії і військової поліції. Ця служба не завжди обходилася без ризику для життя, згідно з даними Імперського військового музею втрати ATS протягом Другої світової війни склали 717 осіб.
У таємному дослідженні («Експеримент Ньюарк» у квітні 1941 р.), яке показало, що жінки здатні працювати з важким прожекторним обладнанням і справлятися з умовами на часто занедбаних майданчиках для прожекторів, членкині АТС почали тренуватися в Рилі, щоб замінити чоловічий персонал в прожекторних полках. Спочатку вони працювали в штаб-квартирі десантних військ, але в липні 1942 року 26-й (лондонський інженер-інженер) прожекторний полк, Королівська артилерія стала першим «змішаним» полком і половина акумулятора 339. У жовтні того ж року всі жінки 301 акумулятора були переведені в новий 93-й (змішаний) прожекторний полк, останній полковий полк, сформований під час Другої світової війни, який до серпня 1943 року налічував близько 1500 жінок із закладу 1674 року. Слідували й багато інших прожекторних і зенітних полків, які звільнили чоловіків віком до 30 років з медичної категорії А1 для передачі в піхоту. Кілька важких протиповітряних полків, розгорнутих у Північно-Західній Європі з 21-ою групою армій у 1944—45, були «змішаними» полками.
До дня перемоги над Німеччиною і аж до демобілізації ATS нараховували 190 000 осіб.
Серед відомих членкинь ATS були Марія Черчилль, молодша дочка прем'єр-міністра Вінстона Черчилля, і спадкоємиця британського престолу принцеса Єлизавета (майбутня королева Єлизавета II). Принцеса, якій на той момент не виповнилося навіть 20 років, служила водійкою вантажівки.

## Після війни
Після війни жінки як і раніше служили в ATS, а у 1949 році були інтегровані у WRAC (Жіночий королівський армійський корпус), де були прикріплені до різних підрозділів. У 1992 році WRAC був розформований, і військовослужбовиці з нього були включені у різні підрозділи британської армії.

## Військові звання
Спочатку звання були абсолютно відмінними від армійських, але використовували однакові відзнаки, хоча корона була замінена лавровим вінком. Жінки-військовослужбовиці повинні були вітати своїх вищих офіцерів, але не офіцерів інших організацій, хоча це вважалося ввічливим.
9 травня 1941 р. Структура військових звань ATS була реорганізована, а станом на липень 1941 р. ATS отримав повний військовий статус і членкині ATS не були волонтерками. Військові звання тепер були майже ідентичні з особовим складом армії, але офіцери продовжували мати окрему рангову систему, яка була дещо змінена. Вся уніформи та відзнаки звання залишалися незмінними, хоча корони замінювали лаврові вінки. Тепер членкині ATS повинні були привітати всіх старших офіцерів.
У змішаних королівських артилерійських батареях, протиповітряних командах, починаючи з 1941 року жінкам були надані королівські артилерійські звання навідниці, молодшої бомбардирки і бомбардирки (замість рядових, молодших капралів і капралів), і право носіння білого плечового темляка РА на правому плечі і нагрудний знак «граната» над лівою нагрудною кишенею їхньої уніформи.
| До червня 1941 р. | Червень 1941 р. звання ATS       | Звання у британській армії після 1938 р. |
| Волонтерка | Рядова / навідниця 1             | Рядова / навідниця 2                     |
| Головна волонтерка | Ланс-капралка / Ланс-Бомбардьє 1 | Ланс-капралка / Ланс-Бомбардьє           |
| Суб-лідерка | Капралка / Бомбардьє 1           | Капралка / Бомбардьє                     |
| Керівниця розділу | Сержантка                        | Сержантка                                |
| н | Сержантка                        | Штаб-сержантка / Колір-сержантка         |
| н | н                                | Ворент-офіцерка III класу 3              |
| Старша лідерка | Ворент-офіцерка II класу         | Ворент-офіцерка II класу                 |
| н | Ворент-офіцерка першого класу    | Ворент-офіцерка першого класу            |
| Помічниця компанії | Друга субалтерн                  | Друга лейтенантка                        |
| Заступниця командирки компанії | Субалтерн                        | Лейтенантка                              |
| Командирка компанії | Молодша командерка               | Капітанка                                |
| Старша комендантка | Старша командерка                | Майор                                    |
| Головна комендантка | Головна командерка               | Підполковниця                            |
| Контролерка | Контролерка                      | Полковниця                               |
| Старша контролерка | Старша контролерка               | Бригадирка                               |
| Головна контролерка | Головна контролерка              | Генерал-майор                            |
| н | н                                | Генерал-лейтенантка                      |
| н | н                                | Генералка                                |
| н | н                                | Фельдмаршал                              |
| |                                  |                                          |
| н / а — немає дозволеного рангу </br> 1 — використовується при призначенні батарей AAC </br> 2 — різні назви, що використовуються залежно від пристрою </br> 3 — немає нових призначень після 1940 року |                                  |                                          |

## Список очільниць ATS
- Головна контролерка Дама Гелен Гвін-Воган, липень 1939 — липень 1941 року
- Головна контролерка Жан Нокс, липень 1941 — жовтень 1943 року
- Головна контролерка Дама Леслі Вайлі, жовтень 1943 — квітень 1946
- Старша контролерка Дама Мері Тирвітт, квітень 1946 — січень 1949